# Etnia gurage
Gurage es el nombre de varios grupos étnicos en la zona del mismo nombre al sudoeste de la capital etíope Adís Abeba. También son conocidos como  Guidicha o Gurago. Dichos grupos consideran que forman una unidad histórica y cultural. Gurage (o guraguiña) también es el nombre de un conjunto de lenguas/dialectos pertenecientes a la subfamilia etiosemítica meridional. Una posible manera de categorizar dichas lenguas es la siguiente:
- Gurage oriental: silt’e (wolane, ulbarag, enneqor); zay.
- Gurage occidental: inor (=ennemor), endegueñ; mesqan; sebat bet gurage (chaha, ezha, gumer, gura, gyeto, muher).
- Gurage septentrional: soddo (=kistane).

## Historia
En el siglo XIV un general tigré conquistó las tierras de la comunidad cristiana del oeste y fundó un reino. En su campaña militar unificó los siete clanes que vivían en los alrededores del lago Zuay. Los grupos del oeste son los Chaha, Ennemor, Ezha, Gyeto, Muher, Aklil y Walani-Woriro. Los habitantes del sector este eran de religión islámica. Procedían de la región de Harar de donde fueron desplazados en el siglo XVI. Los grupos del este eran los Silti, Uriro, Ulbarag, Ennacor y Walane.
A comienzos del siglo XIX se intentó reunir a las dos comunidades gurage en un solo reino, bajo el control político de “las siete casas”, gobernados por los Sabat Biet. Procuraban así enfrentar los ataques de los vecinos oromo que los atacaban para robar el ganado. En 1889 el imperio etíope aprovechó la falta de unidad de los pueblos reunidos por las siete casas para invadir sus territorios e integrarlos a su administración.

## Economía
Los gurage del oeste son buenos artesanos del tejido y la cerámica. Los del este son agricultores y pastores.